# 로키 콜라비토
로코 도메니코 "로키" 콜라비토 주니어(Rocco Domenico "Rocky" Colavito Jr., 1933년 8월 10일~2024년 12월 10일)는 미국의 전 프로 야구 선수이자 코치, 텔레비전 스포츠 방송 진행자이다. 메이저 리그 베이스볼(MLB)에서 1955년부터 1968년까지 외야수로 활약하였으며, 프로 경력을 주로 클리블랜드 인디언스에서 뛰면서 장타력과 강한 송구를 보이며 팬들의 인기를 얻었다.
9시즌 올스타에 선정된 콜라비토는 첫 11시즌 동안 매년 평균 33홈런을 기록했으며, 세 차례 40홈런 이상을 때려냈고 여섯 차례 100타점 이상을 기록했다. 아메리칸 리그(AL) 역사상 11시즌(1956–1966) 연속 20홈런을 기록한 역대 다섯 번째 선수였다. 1959년에는 한 경기에서 4홈런을 때려냈으며 그해 아메리칸 리그 홈런왕에 올랐다. 또한 아메리칸 리그 역사상 최초로 단 한 개의 실책도 기록하지 않은 시즌(1965)을 보낸 외야수이기도 했다.
그 외에도 디트로이트 타이거스, 캔자스시티 애슬레틱스, 시카고 화이트삭스, 로스앤젤레스 다저스, 뉴욕 양키스 등지에서 뛰었다. 1968년 은퇴 당시 아메리칸 리그 우타자 중에서 통산 홈런 역대 3위(371)와 아메리칸 리그 선수들 중 우익수로 출전한 통산 경기 수(1,272) 역대 8위에 이름을 올리고 있었다.
은퇴 후에는 WJW에서 텔레비전 스포츠 해설가로 일했으며, 이후 현장으로 복귀에 클리블랜드 인디언스와 캔자스시티 로열스에서 코치를 맡았다. 2001년에는 베테랑 야구 기자들과 경영진, 역사가들의 투표를 통해 선정된 클리블랜드 인디언스 역사상 위대한 100명의 선수들 중 한 명으로 선정되었다. 2006년에는 클리블랜드 가디언스 명예의 전당에 헌액되었다.